# Leptomastix nigra
Leptomastix nigra är en stekelart som beskrevs av Compere 1938. Leptomastix nigra ingår i släktet Leptomastix och familjen sköldlussteklar. Inga underarter finns listade i Catalogue of Life.